# Tulio Moreno
Tulio Moreno (* 19. Juli 1986) ist ein venezolanischer Fußballschiedsrichterassistent. Er steht als dieser seit 2012 auf der Liste der FIFA-Schiedsrichter.

## Karriere
Als Assistent begleitete er nebst vielen Partien auf nationaler Ebene unter anderem international nebst Partien auf Klub-Ebene, auch Spiele von Nationalmannschaften. Hierbei war er unter anderem bei Olympia 2020 vertreten. Zur Weltmeisterschaft 2022 wurde er ins Aufgebot der Assistenten berufen.